# 池田直隆
池田 直隆（いけだ なおたか、1965年1月1日 - ）は、日本の歴史学者。専攻は日本外交史、軍事史、国際関係史。現在は國學院大學日本文化研究所兼任講師。

## 略歴
- 1965年 東京都に生まれる
- 1983年 神奈川県立相模原高等学校卒業
- 1988年 法政大学経営学部卒業
- 1990年 法政大学大学院社会科学研究科経済学専攻修士課程修了
- 2000年 國學院大學大学院日本史学専攻博士後期課程満期退学
- 2002年 國學院大學日本文化研究所兼任講師
- 2004年 博士号取得（法学）

## 著書

### 単著
- 『日米関係と「二つの中国」――池田・佐藤・田中内閣期』（木鐸社, 2004年）ISBN 4-8332-2356-2

### 共編著
- （國學院大學日本文化研究所）『深沢暹関係文書目録』（國學院大學日本文化研究所,2005年）

## 論文
- 「占領期外務省の安全保障問題研究」『軍事史学』34巻4号（1999年）
- 「国連第10総会における日本加盟問題」『國學院大學大学院紀要』32号（2000年）
- 「国際連合「準加盟」問題と外務省」『國史学』170号（2000年）
- 「米国の日韓安全保障認識――国務・国防総省日韓問題合同研究部会を中心に」『軍事史学』36巻2号（2000年）
- 「マッカーサー駐日大使と日本の国内政治――安保改定における与野党の動きを事例に」『政治経済史学』420号（2001年）
- 「スエズ問題と日本外交」『國學院雜誌』102巻12号（2001年）
- 「アメリカの見た鳩山内閣の「自主」外交」『国際政治』129号（2002年）
- 「西イリアン問題をめぐる日本の対応――KLM機による兵員輸送問題を中心に」『軍事史学』37巻4号（2002年）
- 「戦後日本外交における対中・対米関係の交錯――池田・佐藤内閣期」『國學院大學日本文化研究所紀要』90号（2002年）
- 「国際情勢の転換と日米中三国関係――安定要因としての「台湾問題」をめぐって」『國學院大學日本文化研究所紀要』92 号（2003年）
- 「昭和40年代の北方領土問題――その内政・外交・軍事との連関」『軍事史学』39巻3号（2003年）
- 「『シンガポール血債問題』と日本の対応」『國學院大學日本文化研究所紀要』94号（2004年）
- 「1960年代の日英関係と中国問題」『國學院大學日本文化研究所紀要』96号（2005年）
- 「1940～1960年代英米両国の対日政策文書の調査について」『國學院大學日本文化研究所紀要』97号（2006年）
- 「日中航空協定締結問題」『國學院大學日本文化研究所紀要』98号（2006年）
- 「米英両国の国共内戦認識の相違――一九五〇年代における「二つの中国」問題の再検討」『軍事史学』43巻1号（2007年）
- 「ジラード事件の再検討――台湾における事例との比較を中心として」『軍事史学』46巻2号（2010年）
- 「フランスの中共承認とその影響に関する一考察」『政治経済史学』544号（2012年）
- 「イギリス外交記録に見る日中平和友好条約締結問題」『政治経済史学』550号（2012年）
- 「イギリス外交記録に見る日中覚書貿易交渉 一九六九~七一年」『政治経済史学』561号（2013年）
- 「オランダ空母「カレル・ドルマン」日本寄航問題――西イリアン紛争と日本」『軍事史学』49巻3号（2013年）
- 「イギリス外交記録に見る一九六七年香港暴動」『政治経済史学』572号（2014年）
- 「外務省公開記録に見る文化大革命」『政治経済史学』583号（2015年）